# تحقیقات طراحی
تحقیقات طراحی (به انگلیسی: Design Research) در ابتدا به عنوان تحقیقات اولیه دربارهٔ فرآیند طراحی، به واسطهٔ کار در توسعهٔ روش‌های طراحی ایجاد شد، اما این مفهوم گسترش یافته‌ است تا تحقیقاتی را که در فرآیند طراحی گنجانده شده‌است، از جمله کارهای مربوط به زمینهٔ طراحی و عمل طراحی مبتنی بر تحقیق را شامل شود. این مفهوم، حس عمومیت را با هدف درک و بهبود فرآیندها و شیوه‌های طراحی به‌طور گسترده، به جای توسعهٔ دانش حوزهٔ -خاص در هر زمینهٔ حرفه‌ای طراحی، حفظ می‌کند.

## ریشه‌ها
تحقیقات طراحی به عنوان یک زمینهٔ مطالعاتی قابل تشخیص در دههٔ ۱۹۶۰ میلادی ظهور کرد که در ابتدا با کنفرانسی دربارهٔ روش‌های طراحی در امپریال کالج لندن در سال ۱۹۶۲ میلادی مورد توجه قرار گرفت. این امر منجر به تأسیس انجمن تحقیقات طراحی (دی‌آراس) در سال ۱۹۶۶ میلادی شد. جان کریستوفر جونز (یکی از مبتکران کنفرانس ۱۹۶۲ میلادی) یک آزمایشگاه تحقیقاتی طراحی برای تحصیلات تکمیلی در مؤسسهٔ علم و فن‌آوری دانشگاه منچستر تأسیس کرد، و ال. بروس آرچر با حمایت میشا بلک، بخش کارشناسی ارشد تحقیقات طراحی را در کالج سلطنتی هنر، لندن، تأسیس کرد؛ و تبدیل به اولین استاد تحقیقات طراحی شد.
انجمن تحقیقات طراحی همیشه هدف خود را اینگونه بیان کرده‌است: «ترویج مطالعه و تحقیق دربارهٔ فرآیند طراحی در تمامی زمینه‌های مختلف آن»؛ بنابراین هدف آن این است که به‌عنوان شکلی از جامعهٔ آموزشی عمل کند و دیدگاه علمی و مستقل از حوزهٔ فرآیند طراحی داشته باشد.
برخی از خاستگاه‌های روش‌های طراحی و تحقیقات طراحی به واسطهٔ پیدایش روش‌های تحقیق عملیاتی و تکنیک‌های تصمیم‌گیری مدیریت (پس از جنگ جهانی دوم)، توسعهٔ تکنیک‌های خلاقیت در دههٔ ۱۹۵۰ میلادی و آغاز برنامه‌های کامپیوتری برای حل مسئله در دههٔ ۱۹۶۰ میلادی، بود. بیانیه‌ای از بروس آرچر آنچه را که در حال وقوع بود، خلاصه می‌کرد: «بنیادی‌ترین چالش برای ایده‌های مرسوم در طراحی، حمایت روزافزون از روش‌های سیستماتیک حل مسئله است که از تکنیک‌های کامپیوتر و تئوری مدیریت، برای ارزیابی مشکلات طراحی و توسعهٔ راه‌حل‌های طراحی، وام گرفته شده‌ است.» هربرت ای. سایمون پایه‌های «علوم طراحی» را پایه‌گذاری کرد، که «مجموعه‌ای از آموزه‌های فکری سخت، تحلیلی، تا حدی رسمی، تا حدی تجربی، دکترین قابل آموزش دربارهٔ فرآیند طراحی» است.

## اوایل کار
کارهای اولیه عمدتاً در حوزهٔ معماری و طراحی صنعتی بود، اما تحقیقات در طراحی مهندسی در دههٔ ۱۹۸۰ میلادی به شدت توسعه یافت. به عنوان مثال، از طریق آی‌سی‌ای‌دی — مجموعهٔ کنفرانس‌های بین‌المللی طراحی مهندسی، که اکنون توسط انجمن طراحی اجرا می‌شود. این تحولات به ویژه در آلمان و ژاپن قوی بود. در ایالات متحدهٔ آمریکا نیز پیشرفت‌های مهمی در تئوری و روش‌شناسی طراحی رخ داد، از جمله انتشارات گروه روش‌های طراحی و مجموعه‌ای از کنفرانس‌های انجمن تحقیقات طراحی محیطی. ابتکار بنیاد ملی علوم دربارهٔ نظریه و روش‌های طراحی منجر به رشد قابل توجهی در تحقیقات طراحی مهندسی در اواخر دههٔ ۱۹۸۰ شد. یکی از پیشرفت‌های مهم، ظهور اولین مجلات تحقیقات طراحی بود. دی‌آراس مطالعات طراحی را در سال ۱۹۷۹ میلادی آغاز کرد، مسائل طراحی در سال ۱۹۸۴ میلادی و تحقیق در طراحی مهندسی نیز در سال ۱۹۸۹ میلادی ظهور کردند.

## توسعه
توسعهٔ تحقیقات طراحی منجر به استقرار طراحی به عنوان یک رشتهٔ تحصیلی منسجم در نوع خود شده‌ است، بر اساس این دیدگاه که طراحی چیزهای خاص خود را برای دانستن و روش‌های خاص خود برای شناخت آن‌ها دارد. بروس آرچر مجدداً این دیدگاه را در بیان عقاید جدید خود جمع‌بندی که «یک روش طراحی شده برای تفکر و برقراری ارتباط وجود دارد که هم با روش‌های علمی و دانشگاهیِ تفکر و ارتباط متفاوت است و هم به اندازهٔ روش‌های تحقیق علمی و دانشگاهی، هنگامی که برای انواع مشکلات خود اعمال می‌شود، قدرتمند است.». این دیدگاه در مجموعه‌ای از مقالات توسط نایجل کراس، که به عنوان کتابی دربارهٔ «راه‌های طراحی شناختی» گردآوری شده بود، توسعه یافت. به‌طور قابل توجهی، دونالد شون دیدگاه جدید را در کتاب خود به نام «شاغل بازتابی» ترویج کرد، که در آن عقلانیت فنی سایمون را به چالش کشید، و به دنبال ایجاد «معرفت‌شناسی عملی در فرآیندهای هنری و شهودی که شاغلان [طراحی و سایر] در موقعیت‌های عدم قطعیت، بی‌ثباتی، منحصربه‌فرد بودن و تضاد ارزشی به ارمغان می‌آورند، مستتر است»، بود.
تحقیقات طراحی در دههٔ ۱۹۸۰ میلادی به بلوغ نسبی رسیدند و به گسترش خود ادامه دادند. این امر با توسعهٔ یک پایگاه تحقیقاتی، از جمله برنامه‌های دکترا، در بسیاری از مدارس طراحی مستقر در موسسات جدید که قبلاً کالج‌های هنری بودند، و ظهور حوزه‌های جدیدی مانند طراحی تعاملی کمک کرد. مجلات جدید بیشتری مانند مجلهٔ طراحی، نشریهٔ تحقیقات طراحی، کودیزاین و اخیراً علوم طراحی ظاهر شده‌اند. همچنین رشد قابل توجهی در کنفرانس‌ها وجود داشته‌است و نه تنها مجموعه‌های مستمر توسط دی‌آراس، بلکه مجموعه‌هایی مانند تفکر طراحی، آموزش دکترا در طراحی، محاسبات طراحی و شناخت، طراحی و احساس، آکادمی اروپا، کنفرانس‌های طراحی آسیایی، و غیره. تحقیقات طراحی اکنون در مقیاس بین‌المللی عمل می‌کند، که توسط همکاری دی‌آراس با انجمن‌های تحقیقاتی طراحی آسیایی در تأسیس انجمن بین‌المللی جوامع تحقیقات طراحی در سال ۲۰۰۵ میلادی تأیید شده‌ است.